# Tartegnin
Tartegnin é uma comuna da Suíça, situada no distrito de Nyon, no cantão de Vaud. Tem 1,09 km² de área e sua população em 2018 foi estimada em 248 habitantes.